# Tólvmarkaknúkur
Tólvmarkaknúkur è un rilievo alto 519 metri sul mare, situato sull'isola di Borðoy, nell'arcipelago delle Isole Fær Øer, Danimarca.